# 郑氏胡说
郑氏胡说是郑渊洁主持的电视脱口秀节目。
2004年，在《郑氏网》上开放了名为“郑氏胡说”的栏目，播出郑渊洁主持的视频节目。后来遭受被侵权的问题，从第八集开始改由《皮皮鲁》画册刊登文字版，不再在网上播出视频。
2006年，郑渊洁在吉林省长春市举行签名售书活动时，与长影集团商定，合作推出《郑氏胡说》的电视版本。参与录制的还有郑亚旗、关凌等。同年7月2日起，开始在吉林电视台长影频道等多家电视台及《郑氏网》播出。